# Warpaint (группа)
Warpaint (с англ. — «Ворпе́йнт») — американская инди-рок-группа из Лос-Анджелеса (Калифорния, США). Основана четырьмя подругами: Эмили Кокал (вокал, гитара), Терезой Вэйман (вокал, гитара) и сестрами Дженни Ли Линдберг (бас-гитара, вокал) и Шаннин Соссамон (ударные) в 2004 году.

## История группы
Официальным днем образования Warpaint принято считать 14 февраля 2004 года, когда девушки впервые начали музицировать вместе. Первоначально дела группы шли не слишком удачно, в первую очередь, из-за непостоянства состава: Шаннин не удавалось совмещать кинокарьеру, воспитание сына и участие в группе. Она часто покидала коллектив и снова возвращалась, в то время, как Терезе приходилось перемещаться с гитары за ударную установку, отчего звучание песен заметно менялось. Уже в 2005 году группа временно прекращает своё существование. Тереза признается, что развал Warpaint оказался для неё серьёзным ударом, группа уже стала неотъемлемой частью её жизни. Чтобы заполнить этот пробел, она начинает сотрудничать с Винсентом Галло, и в середине того же года отправляется с ним в европейский тур, находясь на последних месяцах беременности. Трудно сказать, был ли распад группы столь же болезненным для других участников группы, но все девушки активно занимались творчеством: Шаннин снималась в кино, Эмили записывала сольные песни, Дженни работала моделью, практиковалась на басу и других инструментах.
Воссоединение группы в первоначальном составе произошло только в 2007 году. Тогда же были записаны первые демозаписи и создана страница на сайте MySpace. С этого времени группа начинает давать свои первые концерты в Лос-Анджелесе, выступая на разогреве у более знаменитых местных коллективов. Постепенно внимание к Warpaint растет, аудиторию поражает самобытное, оригинальное звучание и безусловный талант девушек. Не последнюю роль сыграла и протекция их большого друга и поклонника Джона Фрушанте, с которым несколько лет встречалась Эмили. В 2008 году окончательно и бесповоротно покидает группу Шаннин Соссамон, и на её место приходит диджей и ударник Дэвид Орландо. Популярность группы возрастает от концерта к концерту, и особые вспышки интереса к Warpaint наблюдаются не в Америке, а в Европе.
В феврале 2009 года Warpaint наконец выпускают свой первый альбом EP Exquisite Corpse, состоящий из пяти (в переиздании — из шести) треков. Ради участия в записи в группу временно возвращается Шаннин Соссамон.
Её барабаны можно услышать в песнях Stars, Elephants и Beetles. Миксовал (не продюсировал) альбом сам Джон Фрушанте, а партию на ударных в Billie Holiday сыграл бывший гитарист Red Hot Chili Peppers Джош Клингхоффер. Он же и заменил в середине 2009 года Дэвида Орландо. Вклад Джоша в группу совсем не велик, он лишь временно, в течение трех месяцев гастролировал с Warpaint по Калифорнии и снялся в их первом видеоклипе на песню Elephants.
Осень 2009 года — и снова смена состава: вместо Клингхоффера за ударные и виолончель (в песне Krimson) садится музыкант Майкл Куин Корридор. В октябре выходит второй клип на песню Stars, съемки которого проходили в день рождения Эмили. Декабрь знаменуется значительным для Warpaint событием — группа, наконец, обретает своего постоянного барабанщика в лице довольно юной, но безусловно даровитой девушки Стеллы Мозгава. Она быстро вливается в коллектив и сразу вносит свои коррективы в звучание песен, стилистика группы заметно изменяется.
С самого начала 2010 года для Warpaint начинается новый творческий этап: они приступают к записи дебютного полноценного альбома, активно гастролируют по западным штатам с группой Akron/Family, дают множество интервью, выпускают третий клип, а главное — подписывают контракт с известной британской рекорд компанией Rough Trade. В мае группа отправляется в свой первый европейский мини-тур, состоящий всего из нескольких концертов, «на пробу». Европейцы очень тепло принимают группу, выступления проходят с большим успехом, критики в восторге. Летом 2010-го Warpaint начинают плотные гастроли по США, закончившиеся только в октябре. Наиболее значительным событием в это время является тур с группой The XX, у которой девчонки выступают на разогреве, и выступление на культовом фестивале Lollapalooza. Едва завершился последний американский концерт, девушки снова летят в Европу. В течение месяца Warpaint дают сольные концерты в крупнейших западноевропейских городах, особое внимание уделяя Великобритании. И не случайно: британцы буквально боготворят девушек, а всемирно известный музыкальный журнал «NME» присваивает Warpaint статус «новых королев андеграунда».

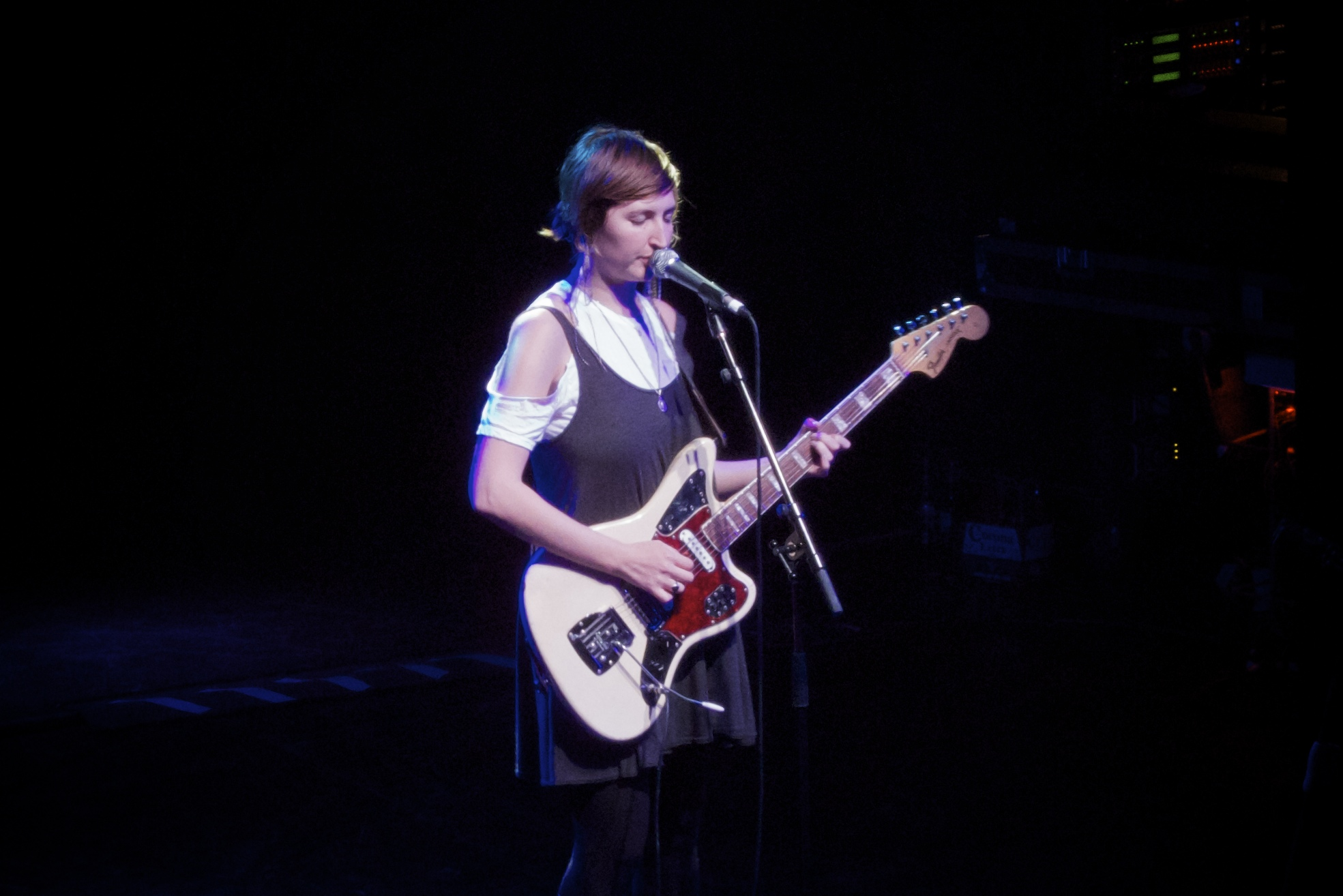
Эмили Кокал во время концерта Warpaint в 2011

25 октября 2010 выходит дебютный альбом The Fool, горячо принятый музыкальными экспертами и публикой. Продажи альбома в Великобритании составили около 38 тысяч экземпляров.
В 2011 Warpaint продолжают активно гастролировать, захватывая Австралию, Восточную Азию и Южную Америку. Уровень профессионализма стремительно повышается, формируется новый оригинальный стиль. Узнаваемой изюминкой группы становятся продолжительные насыщенные импровизации. В конце года девушки берут полугодовой отпуск, обуславливая его необходимостью записывать новый материал. Наступает период затишья, от группы нет никаких новостей. В конце января 2012 года Warpaint дают единственный за время отпуска концерт в Space 1520, где публике представляют две совершенно новые песни Hi и Chic U. И только в июле этого года группа наконец прерывает молчание и выступает на нескольких европейских фестивалях, чтобы в августе снова вернуться к работе над альбомом.
В послужном списке Warpaint числятся выступление на таких крупнейших фестивалях как Coachella, Lollapalooza, Reading Festival, Glastonbury, Rock Werchter, FYF.
В начале 2014 года в свет вышел альбом с одноимённым названием "Warpaint". Весь материал кроме двух песен нынешний состав группы (Emily Kokal, Jenny Lee Lindberg, Theresa Wayman, Stella Mozgawa) записали с продюсером Flood, а остальные два трека с Найджелом Годричем (продюсер Radiohead, Atoms for Peace).

## Состав

### Текущий состав
- Эмили Кокал (англ. Emily Kokal) — вокал, гитара (с 2004 года)
- Тереза Вэйман (англ. Theresa Wayman) — вокал, гитара, клавиши, ударные (с 2004 года)
- Дженни Ли Линдберг (англ. Jenny Lee Lindberg) — бас, вокал (с 2004 года)
- Стелла Мозгава (англ. Stella Mozgawa) — ударные, клавиши, вокал (с ноября 2009 года)

### Бывшие участники
- Шаннин Соссамон (англ. Shannyn Sossamon) — ударные, вокал (2007)
- Дэвид Орландо (англ. David Orlando) — ударные (декабрь 2007 — май 2009)
- Джош Клингхоффер (англ. Josh Klinghoffer — ударные, гитара (май 2009 — август 2009)
- Майкл Куин Корридор (англ. Michael Quinn Corridor) — ударные, виолончель (сентябрь 2009 — ноябрь 2009)

## Дискография

### Студийные альбомы
- The Fool (2010)[2]
- Warpaint (2014)
- Heads Up (2016)
- Radiate Like This (2022)

### Мини-альбом
- Exquisite Corpse (2009)